# Vetto
Vetto é uma comuna italiana da região da Emília-Romanha, província de Reggio Emilia, com cerca de 1.972 habitantes. Estende-se por uma área de 53 km², tendo uma densidade populacional de 37 hab/km². Faz fronteira com Castelnovo ne' Monti, Canossa, Neviano degli Arduini (PR), Palanzano (PR), Ramiseto.

## Demografia
| Variação demográfica do município entre 1861 e 2011                               |
|                                                                                   |
| Fonte: Istituto Nazionale di Statistica (ISTAT) - Elaboração gráfica da Wikipedia |